# Colobaspis elegans
Espèce
Synonymes
Temnaspis elegans Chujo, 1951
Colobaspis elegans est une espèce de coléoptères de la famille des Megalopodidae, de la sous-famille des Megalopodinae. Elle est trouvée à Taïwan.